# Proteom
Proteomet utgörs av alla olika proteinmolekyler som ett genom kodar för, inklusive alla olika splitsningsvarianter och modifikationer som ett protein kan genomgå. Proteomet är till skillnad från genomet av dynamisk natur, det vill säga att sammansättningen av proteomet kan variera. Genomet däremot är statiskt om man bortser från möjligheten till mutationer.
På grund av proteomets komplexitet finns inte ett enda proteom som är helt kartlagt, medan många genom är helt kartlagda, bland annat människans.